# Heino Goepel

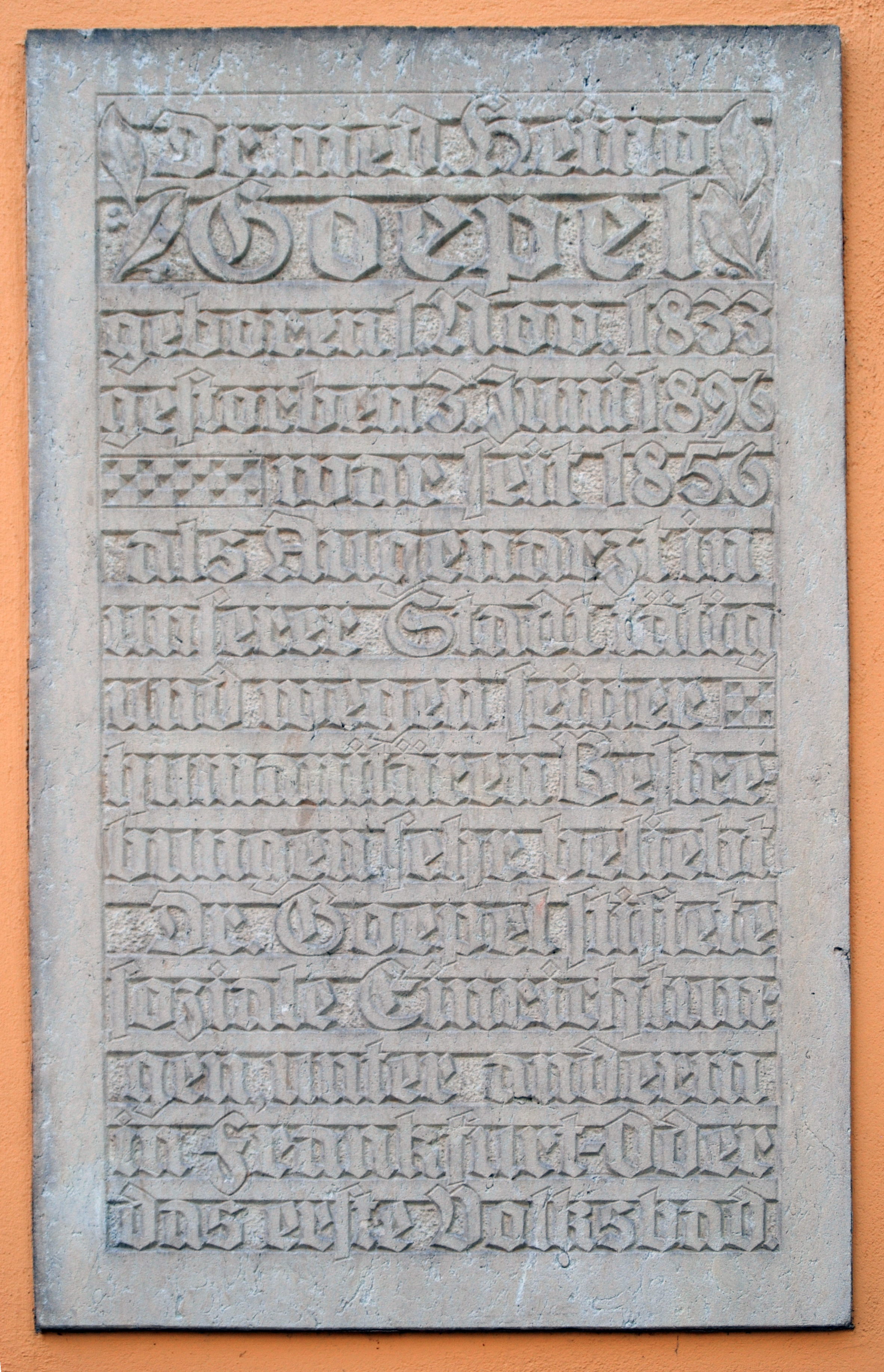
Gedenktafel für Heino Goepel

Heino Goepel (* 1. November 1833 in Eisenach; † 3. Juni 1896 in Frankfurt (Oder)) war ein deutscher Mediziner.

## Leben
Während seines Studiums der Medizin wurde Goepel im Sommersemester 1853 Mitglied der Burschenschaft Teutonia Jena.
Nach seinem Studium eröffnete er 1856 seine Praxis in Frankfurt (Oder). 1866 übernahm er die dortige Stelle als Armenarzt. Er war als Augenarzt und Geheimer Sanitätsrat ein Schüler Albrecht von Graefes. Er wurde zum Geheimen Medizinalrat ernannt.
Goepel nahm 1864 als Bataillonsarzt am Schleswig-Holsteinischen Krieg teil und 1870/71 als Feldregimentsarzt des Leibgrenadier-Regiments Nr. 8 am Deutsch-Französischen Krieg, nach dessen Ende er zum Oberstabsarzt der Landwehr ernannt wurde.
Goepel war verheiratet mit Marie Lienau.
Mit großem sozialen Engagement war Goepel Mitglied der Stadtverordnetenversammlung, der Schuldeputation und anderer Körperschaften. So war er Vorsitzender des Frankfurter „Vereins für das Wohl der arbeitenden Klassen“ und Begründer von Ferienkolonien. Testamentarisch verfügte er sein Vermögen von 247 000 Goldmark für ein Legat zur „Gründung und Unterhaltung eines Hauses für unbemittelte kranke Kinder zum Zweck ihrer Kräftigung durch Land- und Waldluft“ und ein weiteres Legat an die Stadtgemeinde Frankfurt (Oder) mit der Bestimmung zur Anlage von Volksbadeanstalten. Es wurden drei Bäder eingerichtet, die Marienbäder, benannt nach dem Vornamen seiner Ehefrau. Das erste wurde 1901 am Topfmarkt eröffnet (abgerissen 1974), das zweite 1905 in der Dresdener Straße und das dritte 1913 in der Dammvorstadt (heute Katholisches Studentenzentrum in Słubice).
In Frankfurt (Oder) erinnern ein Straßenname und eine Gedenktafel am Gebäude des Marienbades II an Heino Goepel.